# Station Łuków Śląski
Station Łuków Śląski is een spoorwegstation in de Poolse plaats Łuków.